# ناوتو كيدو
ناوتو كيدو (باليابانية: 寄特 直人) (مواليد 12 مايو 1994)، هو لاعب كرة قدم سابق كان يلعب في مركز الدفاع.

## وصلات خارجية
- ناوتو كيدو على موقع رابطة كرة القدم اليابانية للمحترفين (اليابانية)
- ناوتو كيدو على موقع Soccerway.com (الإنجليزية)